# 国東観光バス
国東観光バス株式会社（くにさきかんこうバス）は、大分県の乗合バス・貸切バス事業者である。杵築市・国東市・速見郡日出町で路線バスを運行しているほか、国東市より委託を受け国東市コミュニティバス「おでかけ号」を運行している。大分交通が100%出資する子会社である。

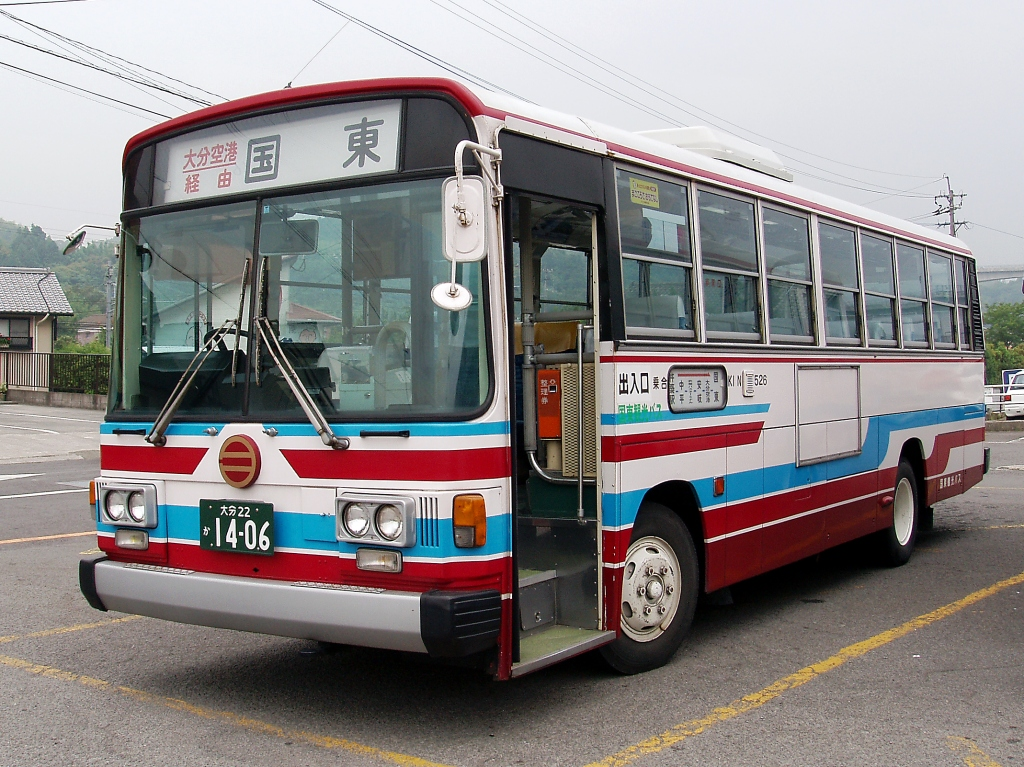
国東観光バス P-RM81G

## 沿革
1988年5月、設立。

## 本社および営業所
本社所在地は杵築市大字杵築北浜。以下の各営業所を持つ。
- 杵築営業所（杵築市大字杵築）
- 国東営業所（国東市国東町鶴川）

## 主なバスターミナル
杵築バスターミナル（杵築市大字杵築）
杵築市中心部を発着するすべての一般路線バス・定期観光バスが利用できる。出札機能もある。
国東（国東市国東町鶴川）
国東町中心部を発着するすべての一般路線バス・定期観光バスが利用できる。出札機能もある。

## 現行路線
- 国東 - 富来橋 - 来浦浜 - 岩戸寺上
- 国東 - 富来橋 - もみじ橋 - 文珠
- 国東 - 立野 - 行入 - 稲川

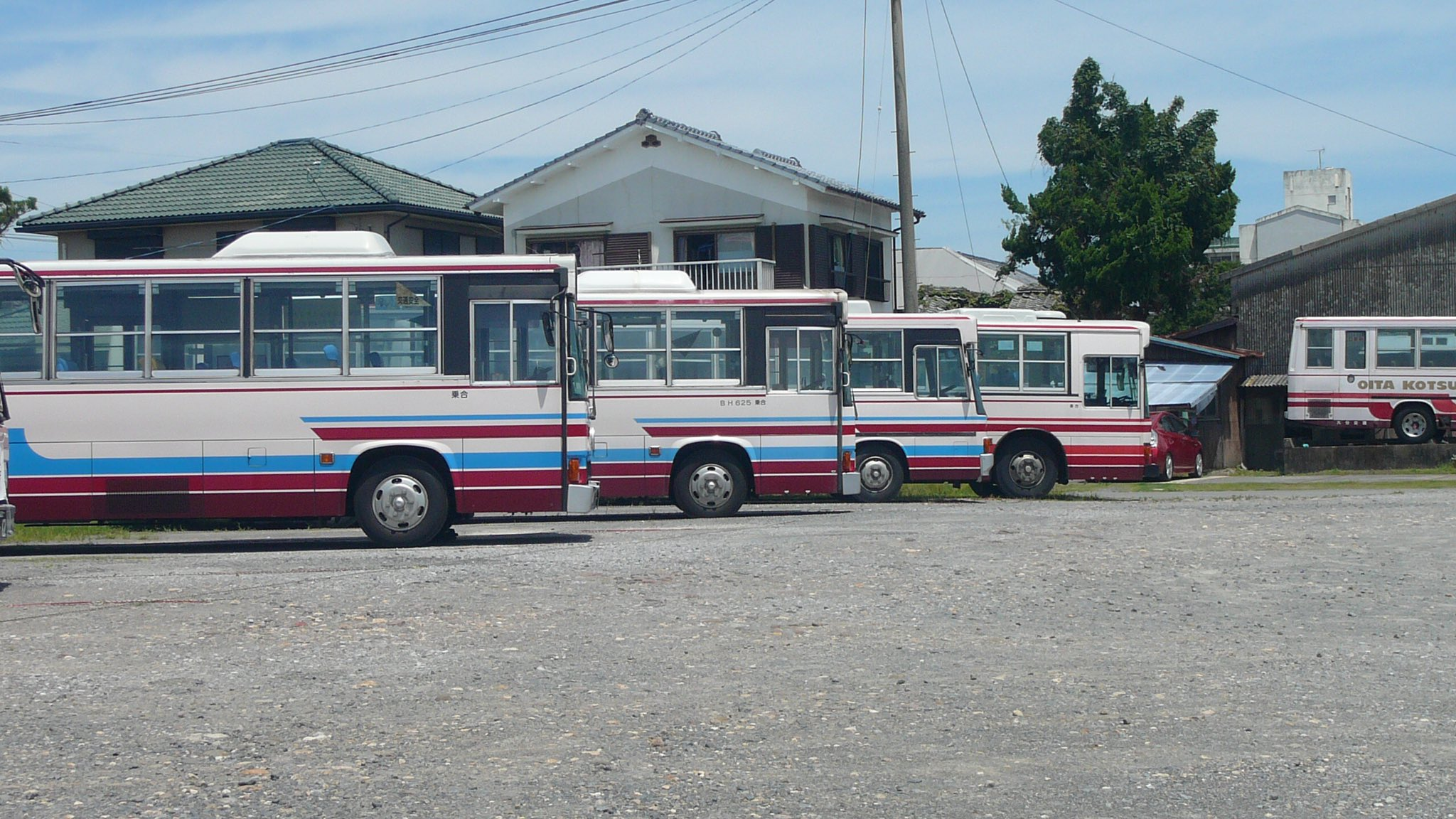

- 国東市民病院（ - ハイテクタウン向陽台） - 大分空港 - 武蔵 - 国東 - 富来橋 - 来浦浜（ - 伊美港） - 伊美 - 竹田津港
- 杵築駅 - 中平 - 杵築BT - 住吉浜入口 - 安岐 - 国東市民病院（ - ハイテクタウン向陽台） - 大分空港 - 武蔵 - 国東
  - ハイテクタウン向陽台は平日のみ経由

- 杵築高校←杵築BT - 志村 - 山口 - 安岐町役場 - 国東市民病院 - 安岐
  - 安岐始発便は杵築高校行きとして運行

- 杵築BT - 新道 - 杵築駅
- 杵築BT - 野田 - 大神駅（ - 日出総合高校）- 会下 - 日出
- 杵築駅 - 赤松 - ハーモニーランド - 日出 - 暘谷駅前
  - 2008年4月1日に大分交通より移管、2016年10月1日より日出駅前発着から暘谷駅前発着に変更
  - ハーモニーランドのナイター営業日は、閉園前に暘谷駅行・杵築駅行の臨時便がそれぞれ運行される。
  - 2020年10月1日から2021年9月30日まで、日出町の「ひじまちデマンド交通」実証実験に伴い平日運休となっていた[1]。

## 廃止路線
- 伊美 ‐ 国見中町  ‐ 赤根
  - 2024年9月30日廃止[2]。
- 伊美 ‐ 岐部‐ 上岐部
  - 2024年3月31日廃止。
- 伊美 - 国見中町‐ 竹田津 - 西方寺
  - 2022年3月25日廃止。

国見地域はAIオンデマンド交通「チョイソコくにさき」に移行。
- 国東 - 京一
  - 現：国東市コミュニティバス赤松線（水曜日運行）
- 国東 - 野在 - 上小原
  - 現：国東市コミュニティバス小原線（木曜日運行）
- 国東 - 武蔵 - 武蔵中学校 - 丸小野上
  - 2019年9月30日廃止。現：国東市コミュニティバス丸小野線（木曜日運行）
- 国東 - 立野 - 上成仏
  - 2021年3月31日廃止。現：国東市コミュニティバス上国崎線（金曜日運行）
- 安岐 - ハイテクタウン向陽台 - 武蔵公民館
- 安岐 - 国東市民病院 - 安岐町役場 - 掛樋 - 梅園橋（ - 梅園の里） - 両子寺
  - 2019年9月30日廃止。現：国東市コミュニティバス両子線（水曜日運行）
- 安岐 - 国東市民病院 - 安岐町役場 - 掛樋（ - 長瀬） - 朝来小学校 - 諸田
  - 2019年9月30日廃止。現：国東市コミュニティバス諸田線（火曜日運行）
- 杵築BT - 住吉浜入口 - 美濃崎港
- 杵築BT - 城ヶ谷 - 長瀬 - 俣水
- 杵築BT - 尾上
- 杵築BT - 中平 - 杵築駅 - 赤松 - ハーモニーランド入口 - 日出 - 会下
  - 大半は杵築BT - 杵築駅間の運行で、会下発着は平日の2往復のみ。
- 杵築BT - 錦江橋北詰 - 杵築市役所（南台） - 新道 - 杵築駅
- 杵築BT - 上町 - 祇園神社前 - 新道 - 杵築駅
- 杵築BT - 上町 - 祇園神社前 - 溝井 - 尾上 - 二見が平
  - 尾上～二見が平間は末期は休止扱いであった。
- 杵築BT - 野田 - 日出本町 - 日出郵便局前 - 亀川駅前 - 別府北浜 - 高崎山 - 新川 - 大分駅前
  - 2023年3月31日運行休止。平日の1往復のみ運行で大分市内に乗り入れる唯一の路線。大分交通国大線の区間便を兼ねていたが、めじろんnimocaなどのICカードや鶴亀定期券は使用不可だった。
- 会下 - 日出駅前 - 大神小学校 - 年金センター前 - 真那井 - 小浜
  - 2012年9月30日廃止。「日出町200円バス」に移行後も2023年9月29日まで国東観光バスが運行していた。
- 会下 - 日出 - 日出駅前 - 大神小学校 - 深江港 - 高尾
- 会下 - 日出 - 日出駅前 - 西小深江 - 高尾 - 深江港